# Fandom mangi i anime w Polsce

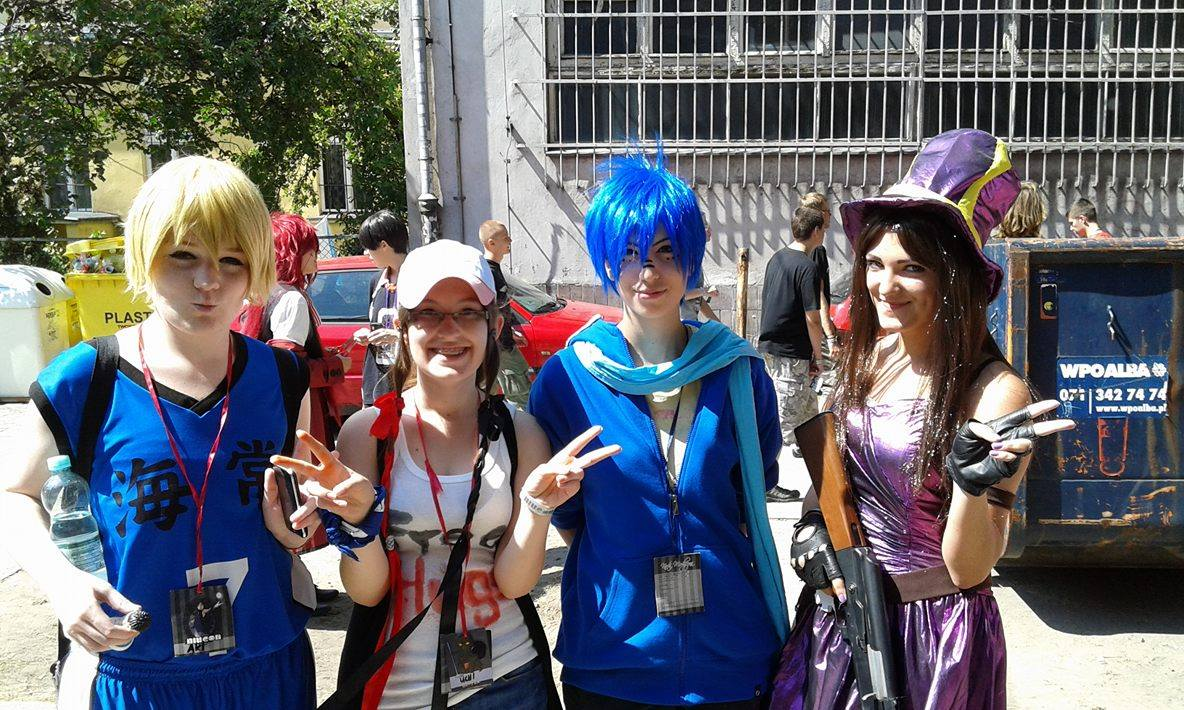
Cosplayerzy podczas konwentu fanów mangi i anime Niucon w dniach 8–10 sierpnia 2014 roku we Wrocławiu

Fandom mangi i anime w Polsce rozwijał się od lat 90., aczkolwiek pewne elementy można było zaobserwować we wcześniejszych dekadach. W latach 90. duży wpływ na popularyzację miały emisje anime w telewizji (Polonia 1 i Polsat) oraz artykuły opisujące fenomen mangi i anime publikowane na łamach czasopism o grach komputerowych. W 1995 roku powstał pierwszy klub mangi i anime, a w 1997 odbył się pierwszy konwent fanów. W tym czasie powstały także pierwsze polskie czasopisma oraz strony internetowe poświęcone tej tematyce. Popularność anime i mangi zwiększyła się wraz z wczesnymi emisjami takich serii jak Czarodziejka z Księżyca i działalnością grup fansuberskich.  Na przełomie wieków fandom profesjonalizował się, organizując coraz większe konwenty, a szacowana liczba fanów wzrosła do około 10 tys. osób pod koniec XX wieku.
W XXI wieku fandom mangi i anime w Polsce nadal się rozwija, przyciągając coraz większe rzesze fanów. Wzrosła liczba konwentów i wydawnictw mangowych. Do połowy drugiej dekady XXI wieku liczba fanów wzrosła do 100 tys., a fandom stał się istotnym elementem polskiej kultury młodzieżowej, mającym wpływ na styl życia i zainteresowania młodych ludzi.

## Historia
Według większości badaczy fandom mangi i anime pojawił się w Polsce w połowie lat 90., aczkolwiek pierwsi, acz niezorganizowani fani japońskiej animacji pojawili się prawdopodobnie w latach 70., gdy w Polsce wyświetlono japoński film animowany Kot w butach. Do końca ery PRL-u w polskiej telewizji wyemitowano kilkanaście tytułów japońskiej animacji; do najstarszych należą Wickie, syn wikingów i Opowieści z Zielonego Lasu z 1979 roku. W połowie lat 80. w Warszawie powstał prawdopodobnie pierwszy, nieformalny polski klub fanów japońskiej popkultury, zorganizowany przez Witolda Nowakowskiego.
Na początku lat 90. anime emitowała stacja Polonia 1, później dołączył do niej Polsat; dla wielu fanów anime w Polsce była to pierwsza okazja, by zapoznać się z tym medium (znaczącą rolę odgrywały także wypożyczalnie kaset VHS i popularyzacja Internetu). Do najstarszych tytułów anime wyświetlanych na tych kanałach należały tytuły takie jak Czarodziejka z Księżyca, Sally czarodziejka i Yattaman. Za znaczące w formowaniu fandomu mangi i anime uważa się działalność i publikacje Roberta „Mr. Roota” Korzeniewskiego. W 1995 zorganizował on pokazy filmów anime na kilku wydarzeniach polskiej demosceny, a także napisał artykuły, opublikowane na łamach czasopism o grach komputerowych „Gambler” i „Secret Service”, gdzie po raz pierwszy w polskich mediach opisano przeglądowo fenomen mangi i anime; „Secret Service” był przez następne dwa lata głównym czasopismem piszącym o tematyce popkultury japońskiej w Polsce. W tym roku powstał też w Polsce pierwszy klub mangi i anime, krakowski klub „Kawaii” (wydający pierwszy polski fanzin mangi i anime, o tej samej nazwie); w ciągu najbliższych kilku lat liczba podobnych klubów znacznie wzrosła, aczkolwiek wiele istniało tylko kilka lat. Przykładem nadal istniejącego polskiego klubu mangi i anime jest Sekcja 9 Śląskiego Klubu Fantastyki, założona w 1998 roku.
W 1996 powstały pierwsze polskie strony internetowe poświęcone tematyce mangi i anime, i pierwszy polskie internetowe forum dla tej tematyki – kanał IRC-owy #anime-pl; rok później powstała Usenetowa grupa pl.rec.anime. W 1997 powstały w Polsce pierwsze czasopismo branżowe nt. mangi i anime (Kawaii i Animegaido), i odbył się pierwszy w Polsce konwent fanów tej tematyki (Manga no Sekai w Gdyni, w sierpniu tego roku, który przyciągnął ok. 50 osób). Trzecia edycja Manga no Sekai w 1998 była miejscem pierwszego w historii polskich konwentów mangi i anime wydarzenia cosplayowego, pierwszych tematycznych paneli i prelekcji, i pierwszej konferencji wydawców tej tematyki. W 1997 roku członkowie gdyńskiego fandomu stworzyli pierwszy polski fansub anime (dla filmu Ranma ½: Nihao My Concubine); dekadę później, tworzeniem fansubów do anime zajmowało się blisko sto grup fanowskich w Polsce i istniała podobna liczba mangowych grup skanlacyjnych. W 1998 powstał pierwszy polski fanowski teledysk anime (anime music video, AMV). Tworzono też fanowskie mangi; których kilkadziesiąt, a prawdopodobnie znacznie więcej, ukazało się w drugiej połowie lat 90. w fanzinach, czasopismach bądź wydaniach (w większości amatorskich). Do pierwszych, z roku 1997, należą Silver Eye Piotra Kowalskiego i  Droga miecza Krzysztofa Leśniaka.
W ostatnich latach dekady 90. powstało też wiele polskich firm zajmujących się dystrybucją anime, mangi i powiązanych produktów (np. założone w 1996 wydawnictwo Japonica Polonica Fantastica, które wydało w tym roku mangę Aż do nieba, pierwsza mangę legalnie wydaną i przetłumaczoną w Polsce, czy powstałe w 1999 wydawnictwo Waneko). Przełom wieku był okresem profesjonalizacji fandomu mangi i anime, zaczęły powstawać legalnie zarejestrowane kluby (Stowarzyszenie „Sakura no Ki”), i dobrze zorganizowane konwenty na które przybywały setki osób, nieraz blisko tysiąca (First Impakt, Asucony, Dojicony – rekordowa na wiele lat była edycja konwentu BAKA z 2008 r. z frekwencją ok. 2 tys. osób); zaczęto także zwracać uwagę na kwestię praw autorskich. Wraz z postępującą informatyzacją polskiego społeczeństwa, powstała na początku dekady strona internetowa anime.com.pl stała się „nieoficjalnym centrum polskiego fandomu”. Z głównego fandomu anime i mangi wyodrębniły się wyspecjalizowane grupy, m.in. fanów j-rocka czy twórczości o związkach gejowskich (yaoi) i lesbijskich (yuri).
Równocześnie jednak na przełomie tysiąclecia fandom mangi i anime musiał mierzyć się z krytyką w mediach na temat brutalności i seksualizacji w mandze i anime, a także propagowania satanizmu, co wynikało w dużej mierze z szoku kulturowego starszych pokoleń po ich spotkaniu z japońskimi „bajkami” i brakiem wiedzy, że komiks i film animowany mogą być przeznaczone dla starszych odbiorców. Jak zauważył Reczulski w 2023, w tym okresie „niektórzy dziennikarze i pedagodzy [zatrwożeni popularnością popkultury japońskiej wśród dzieci i młodzieży] malowali apokaliptyczne wizje niechybnej demoralizacji polskiego społeczeństwa oraz szeroko rozpisywali się o straconym pokoleniu”; co jednak nie doszło do skutku, a badani przez niego w ostatnich latach członkowie fandomu, z których wielu dalej uważa się za jego część, stanowią „przekrój normalnego zdrowego społeczeństwa”.
Wraz z rozwojem społeczności fandomu mangi i anime w Polsce zwiększyła się liczba i wielkość konwentów polskich; już na początku pierwszej dekady XXI wieku w Polsce odbywał się przeciętnie jeden konwent miesięcznie, a po kilku latach rocznie liczba konwentów sięgnęła ok. trzydziestu. Duże polskie konwenty mangi i anime aktywne w ostatnich latach to m.in. BAKA i Magnificon.
Według Łukasza Reczulskiego popularyzacja anime i mangi w Polsce odbyła się wcześniej niż w wielu innych krajach europejskich, zwłaszcza rejonu Europy Środkowej i Wschodniej. Reczulski przypisuje to wczesnej emisji serialu Czarodziejka z Księżyca (Polsat, 1995) i popularyzatorskim artykułom Korzeniowskiego z tego samego okresu.
Pod koniec lat 90. XX wieku liczebność polskiej społeczność mangi i anime szacowano na ok. 10–15 tys. osób, W połowie drugiej dekady XXI wieku, wynosiła ona 100 tys. osób. Zwiększyła się też liczba wydawnictw mangowych (w 2019 istniało ich 7, a wydano w tym roku ponad 400 pozycji). Zwiększyła się też dostępność tytułów anime, aczkolwiek wielu fanów uważa obecną sytuację na polskim rynku w tym zakresie za nadal niesatysfakcjonującą. Reczulski, pisząc w 2023, uważa, że fandom mangi i anime „jest obecnie w [Polsce] zjawiskiem normalnym i powszechnym oraz stanowi jeden z czołowych elementów polskiej kultury młodzieżowej, wywierający olbrzymi wpływ na język, zainteresowania czy styl ubioru polskich nastolatków”.